# Agro TV
Agro TV este un canal tematic AGRO care furnizează conținut și informații din lumea agriculturii, lansat în noiembrie 2012.

## Istorie
În anul 2012, canalul a fost lansat la Cluj-Napoca de către firma Agro TV Network. La lansare era post local, însă din 20 iunie 2013, CNA a aprobat modificarea licenței, devenind una națională. În februarie 2015, Agro TV a trecut la formatul 16:9. Din 3 septembrie 2018, Agro TV și-a schimbat logo-ul ca parte a unificării logo-ului triunghi al Clever Media Network (acum Clever Group). Din februarie 2020 firma Agro TV Network SRL a fost integrată în Clever Media Network.
Din 1 martie 2021 Agro TV a trecut la formatul HD. Dar momentan, nu este disponibilă versiunea HD nicăieri, decât pe Prima Play.
Din toamna lui 2022 Agro TV s-a transformat dintr-o televiziune agricolă, într-o televiziune generalistă, modificându-și tematica.

## Emisiuni

### Emisiuni difuzate în prezent
- Agenda cu evenimente
- Agricultura la raport
- Agricultura, o șansă pentru România
- Agrikids
- Agromagazin
- Agroproiecte de succes
- Agroturism
- Animasfera
- Ce vor plantele?
- Din lumea satului
- Duminica la țară
- Femei care te dau pe brazdă
- Meat Milk
- Pe la noi duminica
- Portret de fermier
- Primar fără egal
- Realități rurale
- Retrospectiva săptămânii
- România agricolă
- România văzută din tractor
- Săptămâna agricolă
- Știrile Agro TV
- Tehnologii și utilaje

### Emisiuni anulate
- 2020 - o nouă perspectivă
- ABC-ul consumatorului
- Agraria la tine acasă
- Agenda Look Medica
- Agricultura cu un milion de fețe
- AgriEuropa
- Agromatinal
- Asigurări agricole
- Big Boletus
- Cântec mândru românesc
- Cântec românesc
- Cântecul și vorba dulce
- Cum să faci bani din agricultură
- Infopescar
- Interviul Agro TV
- Jurnalul de agricultură
- La taifas
- Profil de medic
- Proiect de țară
- Reportaj video
- Rețeta zilei
- Sinteza agrostrategică
- Vine Vaida pe la noi